# 赤羽幾一
赤羽 幾一（あかはね いくいち、1896年（明治29年）9月21日 - 1971年（昭和46年）3月30日）は日本の政治家。松本市長。 

## 来歴
長野県出身。1942年から1943年まで東京市葛飾区、同年から1945年まで同市麻布区の官選区長を務めた後、1945年12月から翌年6月まで、前任者の平山市政で助役を務め、職跡を継いで官選最後の松本市長となった。「長野県進駐軍司令部松本支部」との応対にあたった。在任中、松本にも製造拠点を置いていた片倉製糸紡績がGHQの財閥解体指令を受けている。